# Homicide (Lied)
Homicide (englisch etwa für „Mord“) ist ein Lied des US-amerikanischen Rappers Logic, das er zusammen mit dem Rapper Eminem aufnahm. Der Song ist die dritte Singleauskopplung seines fünften Studioalbums Confessions of a Dangerous Mind und wurde am 3. Mai 2019 veröffentlicht.

## Inhalt
| Liedteil   | Künstler     |
| Refrain    | Logic        |
| 1. Strophe | Logic        |
| 2. Strophe | Logic        |
| 3. Strophe | Eminem       |
| Outro      | Chris D’Elia |

In Homicide kritisieren und verspotten Logic und Eminem zeitgenössische Rapper, die sich von Autotune und Ghostwritern unterstützen lassen. Beide rappen überwiegend sehr schnell, im sogenannten Chopperstyle und preisen sich selbst, wobei sie zahlreiche Wortspiele, Vergleiche und Metaphern verwenden. Am Ende ist zu hören, wie der Comedian Chris D’Elia Eminems Rapstyle nachahmt.

“Fuck rap

Bustin’ like an addict with a semi-automatic

Who done had it, and he ready for anybody to buck back

Hold up, catch a vibe, ain’t no way in hell we leavin’ nobody alive

Leave a suicide note, fuck that”

## Produktion
Der Song wurde von dem Musikproduzenten-Trio Bregma, in Zusammenarbeit mit Shroom als Co-Produzent, produziert. Die vier fungierten neben Logic und Eminem auch als Autoren.

## Musikvideo
Bei dem zu Homicide gedrehten Musikvideo, das am 28. Juni 2019 Premiere feierte, führte der Regisseur James Larese Regie. Es verzeichnet auf YouTube über 60 Millionen Aufrufe (Stand Juli 2020).
Das Video beginnt mit einer Nachricht von Eminems Manager Paul Rosenberg, der Logic mitteilt, dass Eminem keine Zeit habe, ein Musikvideo zu Homicide zu drehen. Daraufhin schlägt Logics Produzent ihm zwei Doubles vor, die ihn und Eminem im Video verkörpern sollen. Er zeigt Logic via Smartphone die Schauspieler Chauncey Leopardi und Chris D’Elia, die seine und Eminems Strophen rappen. Am Ende des Videos ist ein Clip zu sehen, in dem Eminem selbst Chris D’Elia nachahmt, der ihn 2018 in einem Video imitiert hatte.

## Single

### Covergestaltung
Das Singlecover zeigt einen gezeichneten, herausgerissenen Augapfel, der nach oben sieht. Links im Bild befinden sich die Schriftzüge Logic in Rot, Homicide und Ft. Eminem in Schwarz. Der Hintergrund ist weiß gehalten.

### Chartplatzierungen
Homicide stieg am 10. Mai 2019 auf Platz 38 in die deutschen Charts ein und belegte in der folgenden Woche Rang 68, bevor es die Top 100 verließ. Erfolgreicher war der Song unter anderem in Neuseeland, den Vereinigten Staaten, Australien und Norwegen, wo er die Top 10 erreichte.
| ChartsChartplatzierungen       | Höchstplatzierung | Wochen |
| ------------------------------ | ----------------- | ------ |
| Deutschland (GfK)              | 38 (2 Wo.)        | 2      |
| Österreich (Ö3)                | 16 (2 Wo.)        | 2      |
| Schweiz (IFPI)                 | 12 (3 Wo.)        | 3      |
| Vereinigte Staaten (Billboard) | 5 (6 Wo.)         | 6      |
| Vereinigtes Königreich (OCC)   | 15 (7 Wo.)        | 7      |

### Auszeichnungen für Musikverkäufe
Homicide wurde im Jahr 2021 für mehr als zwei Millionen Verkäufe in den Vereinigten Staaten mit einer doppelten Platin-Schallplatte ausgezeichnet. Im Vereinigten Königreich erhielt der Song 2023 für über 400.000 verkaufte Einheiten eine Goldene Schallplatte.

| Land/Region                  | Auszeichnungen für Musikverkäufe (Land/Region, Auszeichnung, Verkäufe) | Verkäufe  |
| ---------------------------- | ---------------------------------------------------------------------- | --------- |
| Brasilien (PMB)              | Platin                                                                 | 40.000    |
| Dänemark (IFPI)              | Gold                                                                   | 45.000    |
| Neuseeland (RMNZ)            | Platin                                                                 | 30.000    |
| Vereinigte Staaten (RIAA)    | 2× Platin                                                              | 2.000.000 |
| Vereinigtes Königreich (BPI) | Gold                                                                   | 400.000   |
| Insgesamt                    | 2× Gold · 4× Platin ·                                                  | 2.515.000 |

Hauptartikel: Eminem/Auszeichnungen für Musikverkäufe